# Legeza Örs
Legeza Örs (Budapest, 1972. január 14.) Lendület ösztöndíjas és Humboldt-ösztöndíjas elméleti fizikus.

## Tanulmányai
1991-ben az Ohio State University vendéghallgatója, fizikusi diplomáját 1994-ben szerezte az az ELTE-n.
1998-ban fizikus doktori fokozatot szerzett a Műegyetemen, 2009-től az MTA doktora.

## Szakmai tevékenysége
Kutatómunkáját elsősorban az alábbi területeken végzi: nem lokális DMRG-algoritmus fejlesztése kvantum-információelmélet számos koncepciójának alkalmazásával, hosszútávú kölcsönhatásokat tartalmazó modellek vizsgálata.
1997-től az MTA Szilárdtestfizikai és Optikai Intézetének tudományos tanácsadója, 2012-től az ETH Zürich kutatója.
2012-ben a Lendület program keretében csoportot alapított „Kvantumfizikai rendszerek jobb megértése, a kvantummechanika alaptörvényeire épülő új matematikai algoritmusok kifejlesztése” témájában, „MTA Wigner FK Lendület Erősen Korrelált Rendszerek Kutatócsoport” néven az MTA Wigner Fizikai Kutatóközpontjának Szilárdtestfizikai és Optikai Intézetében.
2018-tól a berlini Freie Universität elméleti fizikai intézetének Humboldt-ösztöndíjas vendégoktatója.

## Díjai, elismerései
- Lendület ösztöndíj (2012)[4]
- Humboldt-ösztöndíj (2018)[3][6][7]

## További információ
- Legeza Örs: „Hallgatásommal bűnt követnék el” – egy magyar koronavírusos naplója (valaszonline.hu, 2020-04-14)

### Személyes weboldalak
- Legeza Örs | WIGNER Fizikai Kutatóközpont. wigner.mta.hu. (Hozzáférés: 2018. december 10.)[halott link]
- Legeza Örs Honlapja. www.szfki.hu. (Hozzáférés: 2018. december 10.)
- Legeza Örs munkássága. vm.mtmt.hu. (Hozzáférés: 2018. december 10.)

### Interjúk, ismeretterjesztés
- Legeza Örs: Áttörés a kvantumfizikai rendszerek numerikus szimulációjában. VIDEOTORIUM, 2013. december 18. (Hozzáférés: 2018. december 10.)
- Nobel-díj - Legeza Örs: a jövő eszközei miatt különösen fontosak a díjazottak eredményei, 2016. október 4. (Hozzáférés: 2018. december 10.)
- Laky Zoltán: Humboldt-díjas kvantumfizikus: alapkutatás nélkül nincs fejlődés | Válasz.hu. valasz.hu, 2018. augusztus 3. [2018. december 30-i dátummal az eredetiből archiválva]. (Hozzáférés: 2018. december 29.)